# Jiadong (Pingtung)
Jiadong (chinesisch 佳冬鄉, Pinyin Jiādōng Xiāng, W.-G. Chia1-tung1 Hsiang1, Pe̍h-ōe-jī Chángjhìh Siang) ist eine Landgemeinde im Landkreis Pingtung auf Taiwan (Republik China).

## Lage
Jiadong liegt an der Südwestküste Taiwans, im südlichen Teil der Pingtung-Ebene, einer großen Schwemmebene westlich des Zentralgebirges, ungefähr 10 km Luftlinie südöstlich der etwas größeren Hafenstadt Donggang. Die westliche und nördliche Begrenzung des Gemeindegebiets wird vom Fluss Linbian (林邊溪,  Línbiān Xī) gebildet, der hier ins Meer mündet. Die benachbarten Gemeinden sind Linbian im Westen, Fangliao im Osten und Xinpi im Norden.

## Geschichte
Der Name ‚Jiadong‘ geht wohl zurück auf die in früherer Zeit hier reichlich vorhandenen Bäume der Spezies Bischofia javanica. Der Baum, der in Taiwan und Fujian die Bezeichnung 茄冬 oder 加冬, ‚Jiādōng‘ trägt, genoss bei den austronesischen Ureinwohnern eine besondere Wertschätzung. Nach der japanischen Annexion Taiwans im Jahr 1895 wurde die phonetische Form des chinesischen Namens zum größten Teil beibehalten, aber die Schreibweise änderte sich in 佳冬 (chin. Jiādōng, jap. Kafuyu). Nach der Verwaltungsreform im Jahr 1920 wurde Jiadong ein Dorf (庄, chin. Zhuāng) in der Präfektur Takao. Nach der Übernahme Taiwans durch die Republik China im Jahr 1945 wurde die Präfektur Takao zum Landkreis Kaohsiung und das ‚Dorf‘ wurde zur ‚Landgemeinde‘ (鄉,  Xiāng) Jiadong. Vom Landkreis Kaohsiung wurde 1950 der südliche Anteil als Landkreis Pingtung abgespalten. Seitdem ist Jiadong eine Gemeinde im Landkreis Pingtung.
Am 28. Februar 2004 war Jiadong bei der sogenannten 228-Hand-in-Hand-Kundgebung der südliche Endpunkt einer mehr als eine Million  Menschen umfassenden Menschenkette.

## Bevölkerung
Die Bevölkerung besteht zu etwas mehr als 50 % aus Hakka. Die Hakka leben vor allem in den 6 Dörfern Fenglong, Changlong, Wanjian, Jiadong, Laijia, Liugen. Die zweitgrößte Gruppe bilden Min-Nan-sprechende Hoklo. Nach der offiziellen Statistik gehörten Ende 2017 146 Personen (etwa 0,7 %) den indigenen Völkern an.
| Gliederung von Jiadong |
|                        |

## Verwaltungsgliederung
Jiadong ist in 12 Dörfer (村,  Cūn) gegliedert:
1 Fenglong (豐隆村)

2 Changlong (昌隆村)

3 Shiguang (石光村)

4 Yuguang (玉光村)

5 Wanjian (萬建村)

6 Jiadong (佳冬村)

7 Laijia (賴家村)

8 Liugen (六根村)

9 Wenfeng (塭豐村)

10 Yanwen (燄溫村)

11 Qiangyuan (羌園村)

12 Datong (大同村)

## Verkehr
Es gibt nur zwei größere Straßen: die in etwa zwei Kilometer Abstand parallel zur Küste verlaufende Provinzstraße 17 und die von Nordwesten kommende Provinzstraße 1, die Jiadong im nördlichen Abschnitt durchquert. Das südliche Ende der Nationalstraße 3, der Autobahn, die entlang der gesamten Westküste Taiwans bis in den Norden nach Keelung führt, befindet sich ca. 2 Kilometer westlich von Jiadong. Jiadong hat einen Haltebahnhof an der Pingtung-Linie der Taiwanischen Eisenbahn.

## Landwirtschaft und Fischerei
Von den 3098,42 Hektar sind 1444,53 ha (46 %) landwirtschaftlich genutzte Fläche (diese und alle folgenden Zahlen ungefähr aus dem Jahr 2018). Hinzu kommen 550 ha (17 %) Aquakulturfläche und 67,3 ha (2 %), die für Viehzucht genutzt werden. Wesentliche Anbauprodukte sind Betelnüsse (ca. 590 ha, Ernte Mai bis September), Javaäpfel (570 ha, Ernte Dezember bis Mai), Bananen (50 ha, Ernte Januar/Februar, März/April und Mai bis Juli), Reis (30 ha, Ernte Januar bis April und Juni bis Oktober), Kokosnüsse (48 ha, Ernte Januar bis Mai) und andere Obst- und Gemüsesorten (156 ha). Im Vergleich zu früheren Zeiten ist insbesondere die Anbaufläche für Bananen und Reis deutlich zurückgegangen.
Die Aquakultur ist ganz überwiegend Salzwasseraquakultur (Zuchtgarnelen: Penaeus monodon, Litopenaeus vannamei und Zackenbarsche). Die Viehzucht umfasst vor allem Schweine, Haushühner und in geringerem Ausmaß Schafe und Rinder.

## Tourismus, Sehenswürdigkeiten
Jiadong weist einige Sehenswürdigkeiten der Hakka-Kultur auf. Dazu zählen die 1923 im traditionellen Hakka-Stil erbaute Ahnenhalle der Familie Yang (楊氏宗祠,  Yángshì zōngcí) im Dorf Liugen und das Xiao-Haus (蕭宅,  Xiāo zhái) im Dorf Jiadong, ein größtenteils im 19. Jahrhundert erbautes Wohnhaus einer wohlhabenden Hakka-Kaufmanns- und Händlerfamilie, die aus Guangdong eingewandert war. Als sehenswert gilt auch der Sanshan-Königstempel (三山國王廟,  Sānshān guówáng miào – „Drei-Berggottheiten-Tempel“) im Dorf Liugen, dessen heutige Gestalt im Wesentlichen auf das Jahr 1971 zurückgeht und der den drei Berggottheiten der Berge Du, Jin, und Ming im Distrikt Chao (Chaozhou) von Guangdong geweiht ist. Die drei Gottheiten spielen eine wichtige Rolle in der Hakka-Volksreligion.

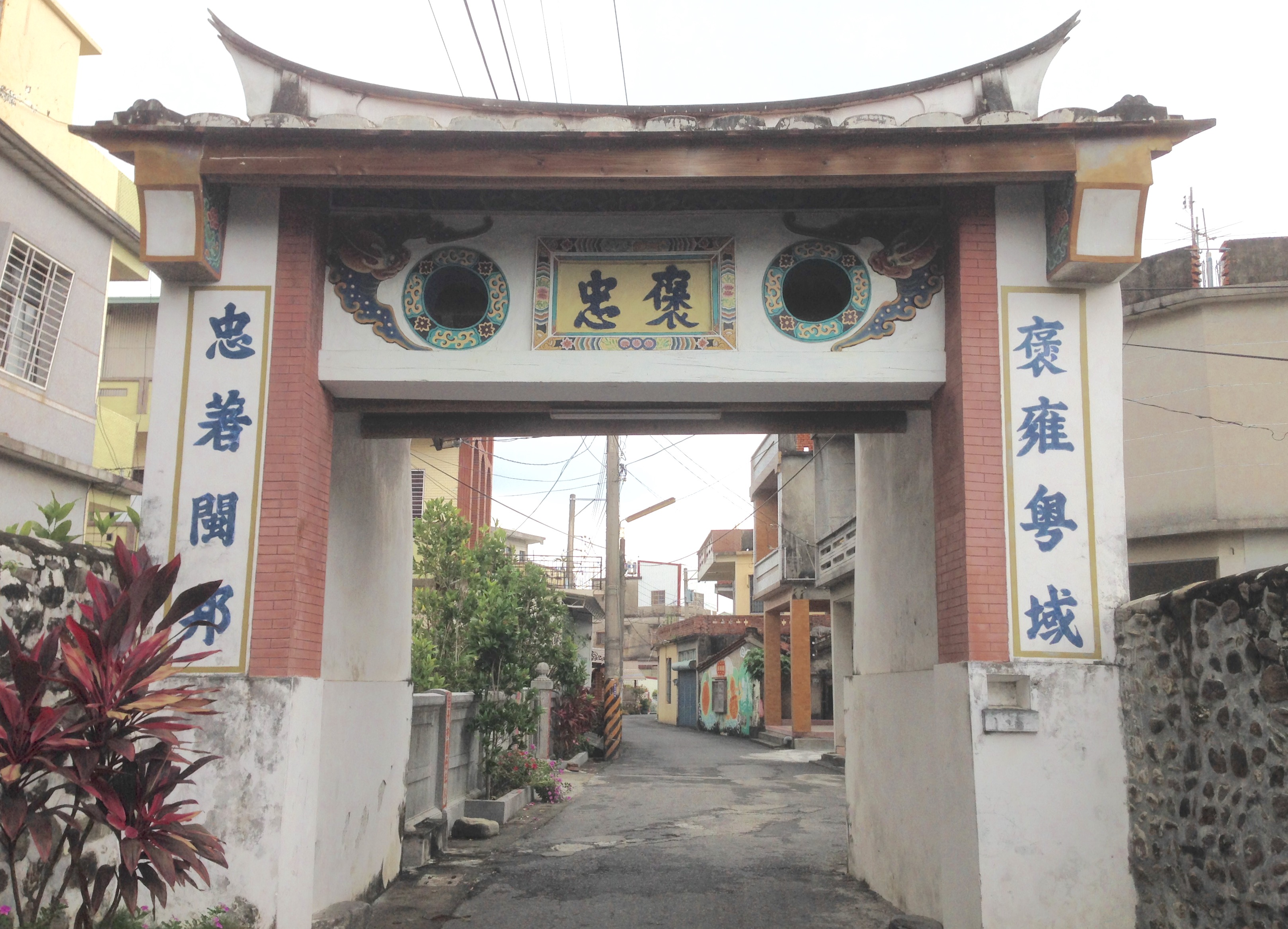
Xiai-Tor (西隘門,  Xīàimén – „Westliches Tor“)
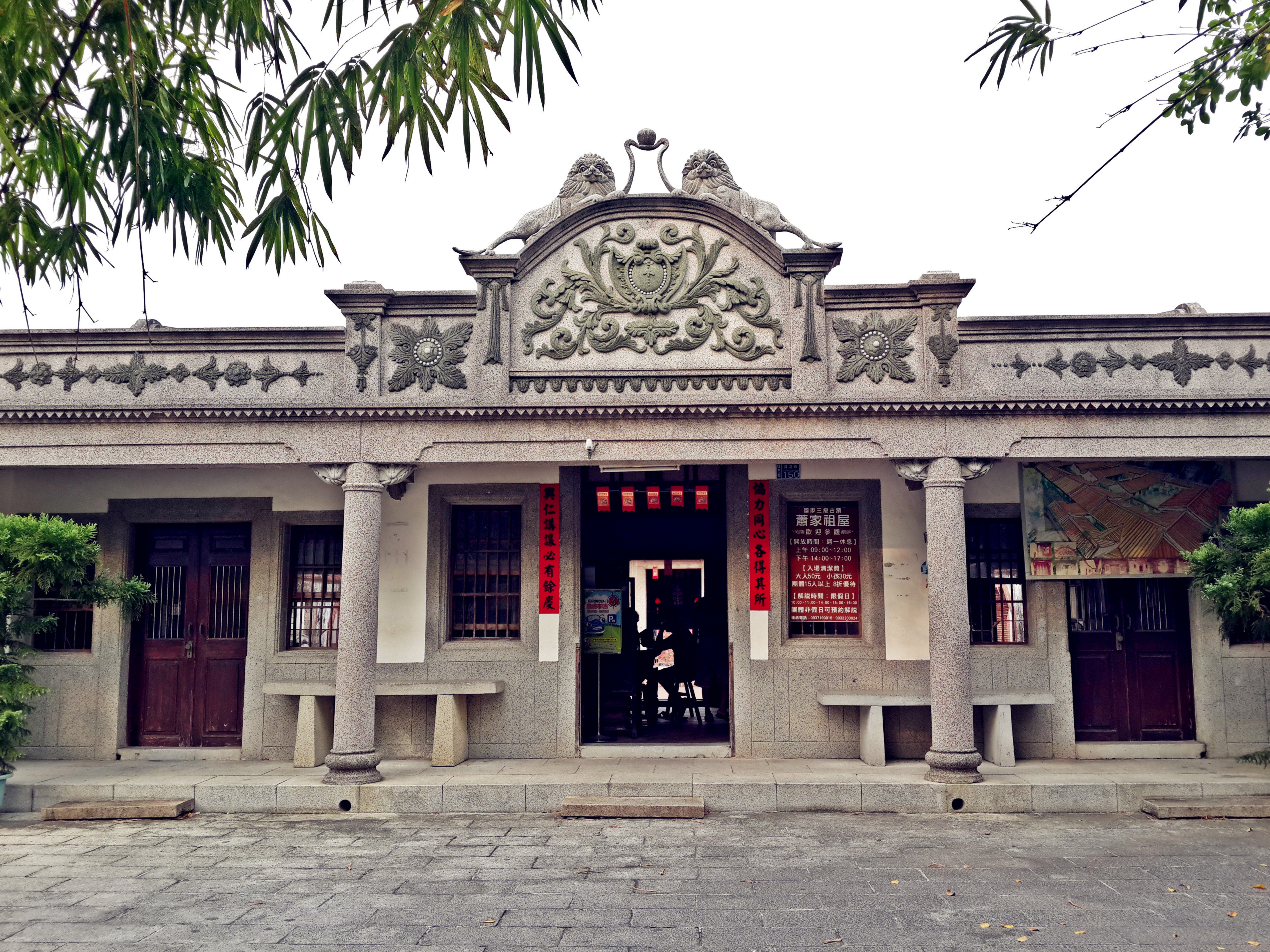
Xiao-Haus
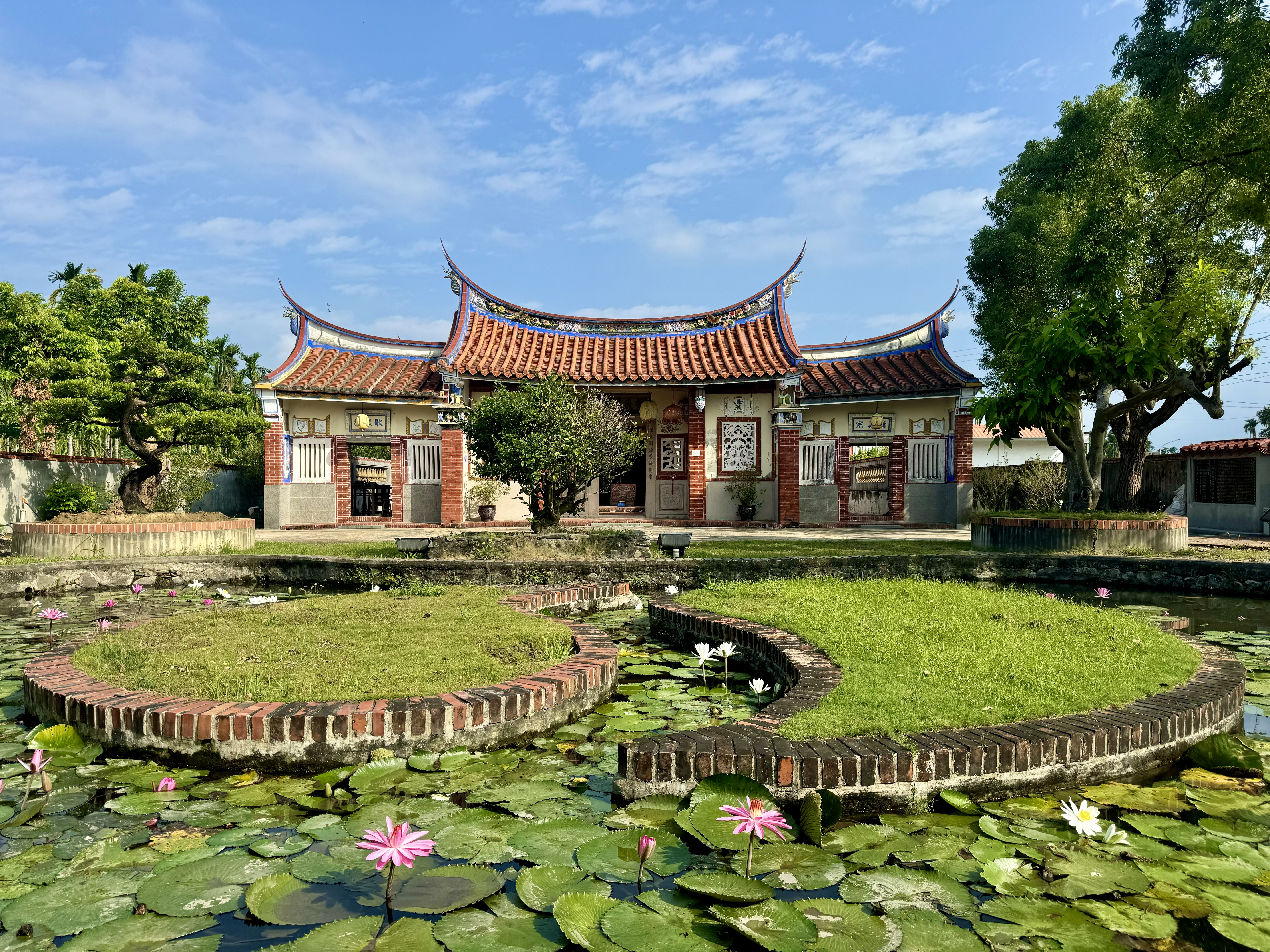
Ahnenhalle der Yang-Familie